# Adamstown, Quần đảo Pitcairn
Adamstown là nơi duy nhất có người định cư và cũng là thủ phủ của Quần đảo Pitcairn.

## Tổng quan
Adamstown có dân số là 48, gồm toàn bộ dân số của Quần đảo Pitcairn, trong khi tất cả các đảo khác trong nhóm không có người ở. Adamstown là nơi mà hầu hết cư dân ăn và ngủ, trong khi họ trồng trọt thực phẩm trên các khu vực khác của hòn đảo này. Đảo hiện đang giữ kỷ lục là thủ phủ nhỏ nhất trên thế giới. Người dân trên đảo đã được tiếp cận với truyền hình, Internet qua vệ tinh, điện thoại với giá cả đắt đỏ. Các phương tiện truyền thông chính vẫn là phát thanh.

## Địa lý
Người dân định cư ở trung tâm phía bắc của hòn đảo Pitcairn, đối diện với Thái Bình Dương, gần Vịnh Bounty, hải cảng duy nhất trên đảo.

### Khí hậu
Adamstown có khí hậu xích đạo (phân loại khí hậu Köppen Af) với biên độ nhiệt nhỏ. Ngôi làng có lượng mưa trung bình năm là gần 1.700 mm (67 in). Tháng ẩm ướt nhất là tháng 12.
| Dữ liệu khí hậu của Adamstown     | Dữ liệu khí hậu của Adamstown | Dữ liệu khí hậu của Adamstown | Dữ liệu khí hậu của Adamstown | Dữ liệu khí hậu của Adamstown | Dữ liệu khí hậu của Adamstown | Dữ liệu khí hậu của Adamstown | Dữ liệu khí hậu của Adamstown | Dữ liệu khí hậu của Adamstown | Dữ liệu khí hậu của Adamstown | Dữ liệu khí hậu của Adamstown | Dữ liệu khí hậu của Adamstown | Dữ liệu khí hậu của Adamstown | Dữ liệu khí hậu của Adamstown |
| Tháng                             | 1                             | 2                             | 3                             | 4                             | 5                             | 6                             | 7                             | 8                             | 9                             | 10                            | 11                            | 12                            | Năm                           |
| --------------------------------- | ----------------------------- | ----------------------------- | ----------------------------- | ----------------------------- | ----------------------------- | ----------------------------- | ----------------------------- | ----------------------------- | ----------------------------- | ----------------------------- | ----------------------------- | ----------------------------- | ----------------------------- |
| Cao kỉ lục °C (°F)                | 31.7 (89.1)                   | 32.4 (90.3)                   | 33.3 (91.9)                   | 30.7 (87.3)                   | 29.1 (84.4)                   | 31.3 (88.3)                   | 26.7 (80.1)                   | 26.7 (80.1)                   | 25.7 (78.3)                   | 27.2 (81.0)                   | 27.6 (81.7)                   | 29.3 (84.7)                   | 33.3 (91.9)                   |
| Trung bình ngày tối đa °C (°F)    | 28 (82)                       | 28 (82)                       | 28 (82)                       | 26 (79)                       | 25 (77)                       | 23 (73)                       | 22 (72)                       | 22 (72)                       | 23 (73)                       | 24 (75)                       | 26 (79)                       | 27 (81)                       | 27.4 (81.3)                   |
| Trung bình ngày °C (°F)           | 25.0 (77.0)                   | 25.5 (77.9)                   | 25.0 (77.0)                   | 23.5 (74.3)                   | 22.5 (72.5)                   | 21.0 (69.8)                   | 20.0 (68.0)                   | 20.0 (68.0)                   | 20.5 (68.9)                   | 21.0 (69.8)                   | 22.5 (72.5)                   | 24.0 (75.2)                   | 22.5 (72.6)                   |
| Tối thiểu trung bình ngày °C (°F) | 22 (72)                       | 23 (73)                       | 22 (72)                       | 21 (70)                       | 20 (68)                       | 19 (66)                       | 18 (64)                       | 18 (64)                       | 18 (64)                       | 18 (64)                       | 19 (66)                       | 21 (70)                       | 19.7 (67.5)                   |
| Thấp kỉ lục °C (°F)               | 20 (68)                       | 20 (68)                       | 20 (68)                       | 18 (64)                       | 17 (63)                       | 14 (57)                       | 14 (57)                       | 14 (57)                       | 15 (59)                       | 15 (59)                       | 17 (63)                       | 18 (64)                       | 14 (57)                       |
| Lượng mưa trung bình mm (inches)  | 120 (4.7)                     | 140 (5.5)                     | 120 (4.7)                     | 155 (6.1)                     | 130 (5.1)                     | 155 (6.1)                     | 150 (5.9)                     | 125 (4.9)                     | 140 (5.5)                     | 135 (5.3)                     | 120 (4.7)                     | 165 (6.5)                     | 1.655 (65)                    |
| Số ngày mưa trung bình            | 14                            | 13                            | 13                            | 12                            | 11                            | 11                            | 11                            | 12                            | 12                            | 13                            | 14                            | 14                            | 150                           |
| Nguồn:                            |                               |                               |                               |                               |                               |                               |                               |                               |                               |                               |                               |                               |                               |

## Thư viện ảnh

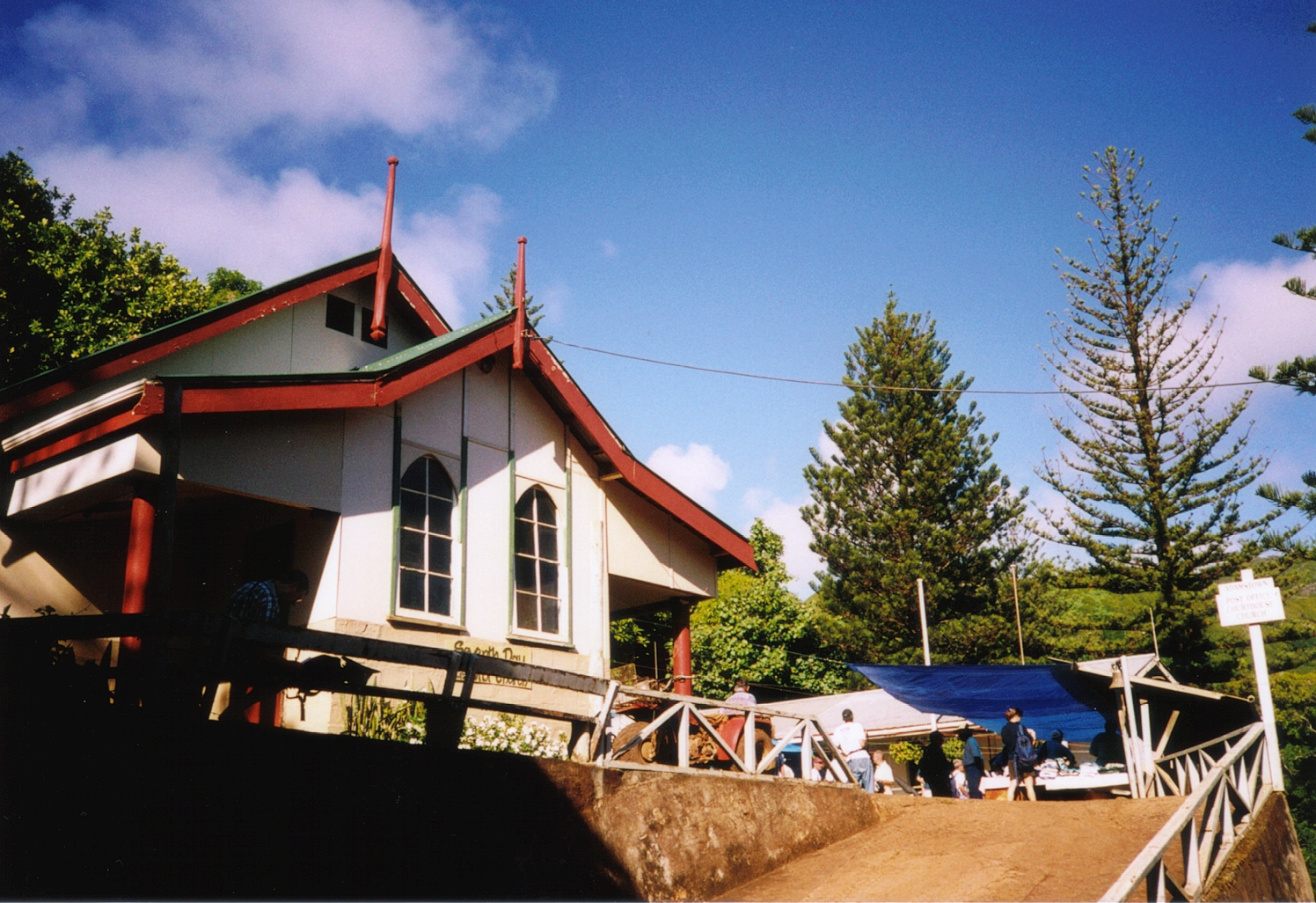
Nhà thờ Adamstown
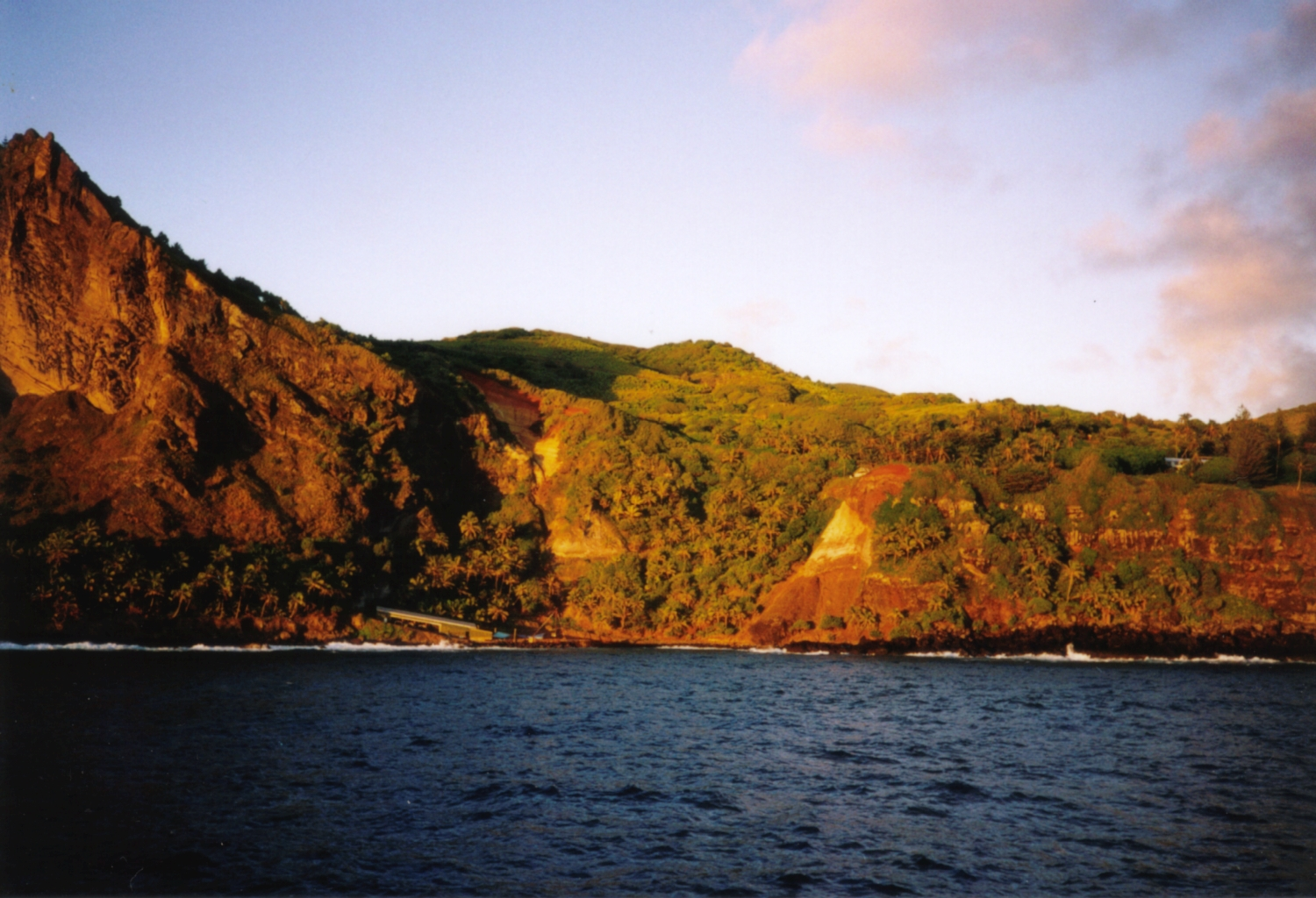
Vịnh Bounty
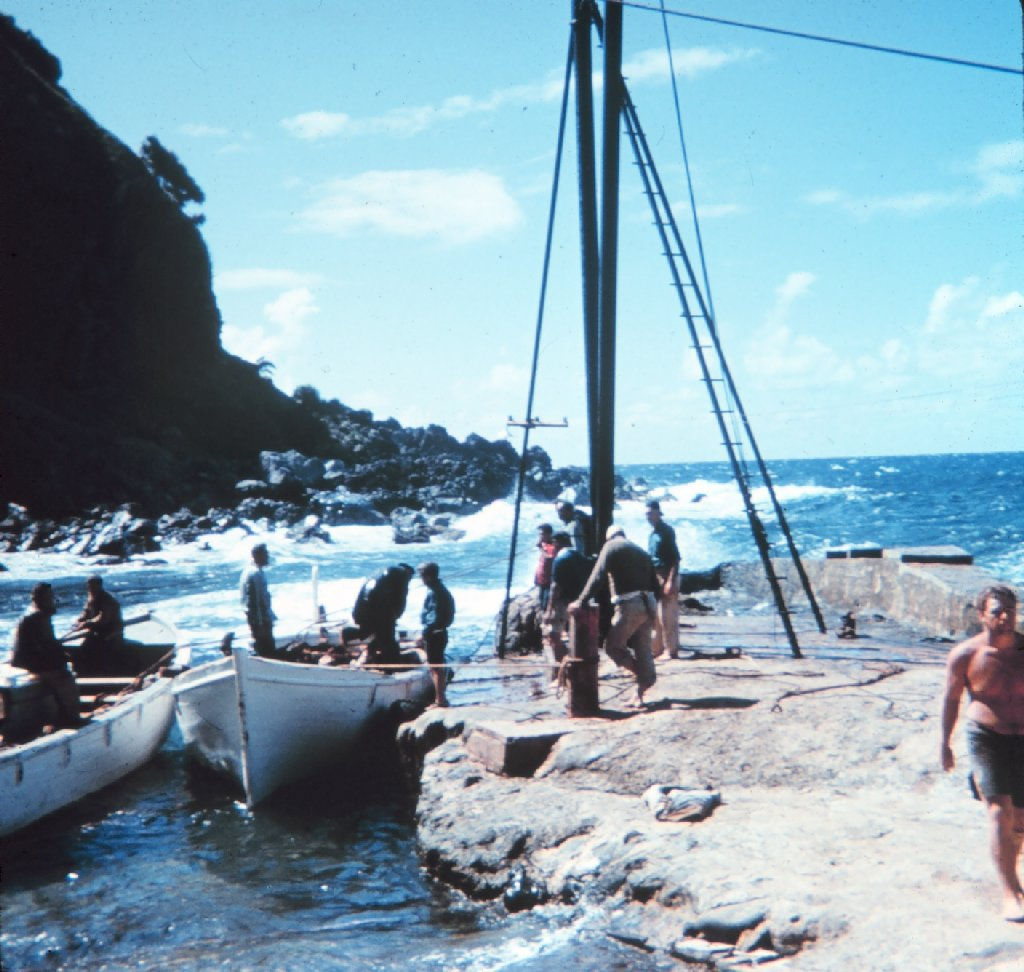
Người dân trên Vịnh Bounty
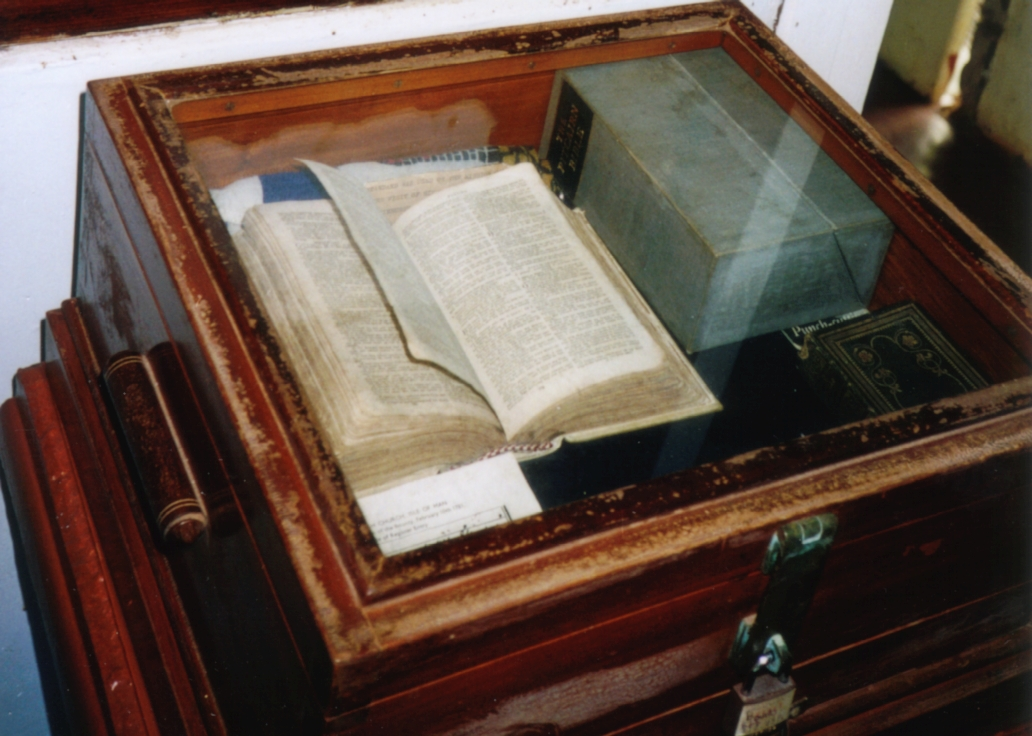
Kinh Thánh tại nhà thờ Adamstown

## Người nổi tiếng
- Ned Young (1762–1800)
- Fletcher Christian (1764–1793)
- John Adams (1768–1829)
- Joshua Hill (1773–1844?)
- Thursday October Christian (1790–1831)
- Steve Christian (sinh năm 1951)
- Brenda Christian (sinh năm 1953)
- Meralda Warren (sinh năm 1959)